# Chu Văn Tường (tướng lĩnh)
Chu Văn Tường (tiếng Trung giản thể: 朱文祥, bính âm Hán ngữ: Zhū Wénxiáng, sinh tháng 12 năm 1963, người Hán) là tướng lĩnh Quân Giải phóng Nhân dân Trung Quốc. Ông là Trung tướng Quân Giải phóng, Ủy viên dự khuyết Ủy ban Trung ương Đảng Cộng sản Trung Quốc khóa XX, hiện là Phó Tư lệnh Lực lượng Cảnh sát Vũ trang Nhân dân Trung Quốc. Ông từng là Tư lệnh Tổng đội Vũ Cảnh cơ động thứ nhất; Viện trưởng Học viện Chỉ huy Vũ Cảnh; và Tư lệnh của hai tổng đội cảnh sát địa phương cấp tỉnh là Tứ Xuyên cùng Hà Nam.
Chu Văn Tường là đảng viên Đảng Cộng sản Trung Quốc, học vị Cử nhân Sư phạm. Ông có sự nghiệp 40 năm đều phục vụ trong lực lượng cảnh sát quân sự của Trung Quốc.

## Sự nghiệp
Chu Văn Tường sinh vào tháng 12 năm 1963 tại trấn Liễm Giang, huyện Hưng Quốc, nay thuộc địa cấp thị Cám Châu, tỉnh Giang Tây, Cộng hòa Nhân dân Trung Hoa. Ông lớn lên và tốt nghiệp cao trung ở Trung học Bình Xuyên, đến tháng 9 năm 1980 thì theo học Đại học Sư phạm Phúc Kiến ở Phúc Châu, tốt nghiệp cử nhân sư phạm vào tháng 7 năm 1984. Vào thời điểm này, ông theo không ngành sư phạm mà nhập ngũ Quân Giải phóng Nhân dân Trung Quốc, phục vụ trong Lực lượng Cảnh sát Vũ trang tỉnh Phúc Kiến. Trong thời kỳ đầu, ông công tác ở Bộ Tư lệnh Tổng đội Vũ Cảnh Phúc Kiến, lần lượt là Phó Chủ nhiệm rồi Chủ nhiệm Văn phòng, Chi đội trưởng. Sau đó, ông được điều về Bộ Tư lệnh Tổng bộ Vũ Cảnh làm Phó Chủ nhiệm Văn phòng, rồi Bộ trưởng Bộ Phục vụ hậu cần tác chiến. Tháng 7 năm 2014, Chu Văn Tường được điều về Hà Nam, nhậm chức Tư lệnh Tổng đội Vũ Cảnh Hà Nam, được bầu làm Ủy viên Ủy ban Thường vụ Nhân Đại Hà Nam vào ngày 1 tháng 1 năm 2015, và được phong quân hàm Thiếu tướng Vũ Cảnh trong tháng 7 cùng năm. Ở Hà Nam 2 năm, vào tháng 5 năm 2016, ông được điều tới Tứ Xuyên, nhậm chức Tư lệnh Tổng đội Vũ Cảnh Tứ Xuyên, đến tháng 9 năm 2017 thì được điều chuyển làm Viện trưởng Học viện Chỉ huy Vũ Cảnh. Năm 2018, Tổng bộ Vũ Cảnh cơ động thứ nhất được thành lập ở Thạch Gia Trang, ông được phân về đây làm Tư lệnh của lực lượng này.
Tháng 7 năm 2020, Chu Văn Tường được bổ nhiệm làm Phó Tư lệnh Lực lượng Cảnh sát Vũ trang Nhân dân Trung Quốc, được phong quân hàm Trung tướng. Cuối năm 2022, ông được bầu là đại biểu dự Đại hội Đảng Cộng sản Trung Quốc lần thứ XX, từ đoàn Quân Giải phóng và Vũ cảnh. Trong quá trình bầu cử tại đại hội, ông tiếp tục được bầu là Ủy viên dự khuyết Ủy ban Trung ương Đảng Cộng sản Trung Quốc khóa XX.

## Lịch sử thụ phong quân hàm
| Quân hàm |             |             |  |  |  |  |  |  |  |  |  |
| Cấp bậc  | Thiếu tướng | Trung tướng |  |  |  |  |  |  |  |  |  |
|          |             |             |  |  |  |  |  |  |  |  |  |